# Patrick Suffo
Patrick Suffo Kengné (Ebolowa, 17 de gener de 1978) és un exfutbolista internacional camerunès, que jugava com a davanter.
Va jugar a França, Anglaterra, Espanya i als Emirats Àrabs Units abans d'unir-se a l'equip noruec Odd Grenland en 2005. L'octubre de 2005 havia jugat 47 partits internacionals per a l'equip nacional del Camerun, va guanyar la medalla d'or per al futbol als Jocs Olímpics del 2000 a Sydney, Austràlia i va jugar a la Copa del Món FIFA 2002 a Corea del Sud i Japó. La seva condició física immediatament va ajudar a l'Odd Grenland a ascendir lluny de la zona de descens. A l'octubre d'aquest any se suposava que havia de signar un contracte amb els seus rivals, Vålerenga, però ell no va voler. Durant febrer de 2006 va signar un contracte de curta durada amb l'equip israel Maccabi Petah Tikva però va ser alliberat posteriorment al final d'aquest període.
La seva carrera ha estat embrutada amb problemes disciplinaris. Quan estava a l'equip Sheffield li van dir que no tenia cap futur després de la seva participació en una baralla massiva de 21 homes durant el partit de primera divisió denominat com la Batalla de Bramall Lane contra el West Bromwich Albion el 18 de març de 2002. L'equip Sheffield United es va reduir a sis jugadors a causa de tres targetes vermelles i dos ferits. Suffo va ser cedit a Espanya a la segona divisió, al CD Numancia, per la resta de la temporada. El 22 de juliol de 2008, Suffo va ser presentat en un partit amistós.